# Зенович, Николай Богуслав
Николай Богуслав Зено́вич (пол. Mikołaj Bogusław Zenowicz, ? — 1621) — государственный деятель Великого княжества Литовского из рода Зеновичей герба «Деспот»,  староста чечерский и пропойский с 1614 года, каштелян полоцкий с 1618 года.

## Семья
Отец - Криштоф Юрьевич Зенович. Был женат на Анне Ходкевич, имел дочерей Софию Анну (в замужестве Сапега) и Анну Софию (в 1628 году вышла замуж за Альбрехта Владислава Радзивилла). Не оставив после себя наследника, Николай Богуслав стал последним представителем главной ветви рода по мужской линии.

## Биография
Получил образование в университете Базеля. Оставил после себя произведения в прозе и стихах. В 1620 году покинул веру отца и деда — кальвинизм, и перешёл в католицизм.
Умер от ран полученных во время войны между Речью Посполитой и Османской империей. В битве под Хотином, он командовал собственным полком, насчитывающим 1800 воинов, который совместно с полками Сапеги, Опалинского и войском запорожцев на левом крыле принял на себя основной удар турок. В пылу боя конь вынес Зеновича в гущу врага — Николой Богуслав получил множество ран, от которых и умер 7 сентября 1621 года.

## В литературе
После смерти Николая Богуслава, его мать Теодора заказала у Якоба Газиуша поэму в память о сыне, которая была издана в 1622 году и называлась "Казание".

Упоминается имя Зеновича и в поэме Ивана Гундулича "Осман", посвященной Хотинской битве:
Дале тот, кто ждёт похода,                                                                                                                                                                                                            На коне своём играет,                                                                                                                                                                                                                       То Зенович-воевода;                                                                                                                                                                                                                            Он Полотьем управляет.                                                                                                                                                                                                                 Над челом его над ясным                                                                                                                                                                                                              Синих перьев пук развился,                                                                                                                                                                                                        Шёлком синим и прекрасным                                                                                                                                                                                                              Он под венгра облачился.

В 1646 году Якуб Собесский в своем произведении на латинском языке описал смерть Николая Зеновича следующим образом:
«Николай Зенович, каштелян Полоцкий, начальник одного отряда, муж славный по происхождению и лично много заслуживший республике, впал в средину врага в то вредя, когда слабо завязанный шлем упал у него с головы. Окруженный со всех сторон турками, которые наносили ему со всех сторон удары, он был изрыт многочисленными ранами. Когда-же, по обращении турок в бегство, он, израненный двадцатью ранами, чуть живой был привезен на телеге в лагерь, то скончался на третий день, оставив великую славу своего имени»